# 福尔根斯堡
福尔根斯堡（法語：Folgensbourg，法語發音：[fɔlɡənsbuʁ] ⓘ）是法国上莱茵省的一个市镇，属于米卢斯区。

## 地名
由于语源问题，该地名Folgensbourg拼读方式不符合法语正字法，其标准发音为[fɔlɡənsbuʁ]，根据实际发音其应译作“福尔根斯堡”，《世界地名译名词典》将其纯按法汉译音表误译作“福尔让斯堡”。

## 地理
福尔根斯堡（47°33'1"N, 7°26'42"E）面积6.72 平方千米，位于法国大東部大區上莱茵省，该省份为法国东部内陆省份，是阿尔萨斯的一部分，今与下莱茵省组成了阿尔萨斯欧洲集体，其北临下莱茵省，西接孚日省，西南接贝尔福地区省，东侧沿莱茵河与德国相望，南与瑞士接壤。
与福尔根斯堡接壤的市镇（或旧市镇、城区）包括：文茨维莱尔、米谢尔巴克莱奥、米埃斯帕克莱奥、林斯多夫、贝特拉克、上阿根塔勒、下阿根塔勒。
福尔根斯堡的时区为UTC+01:00、UTC+02:00（夏令时）。

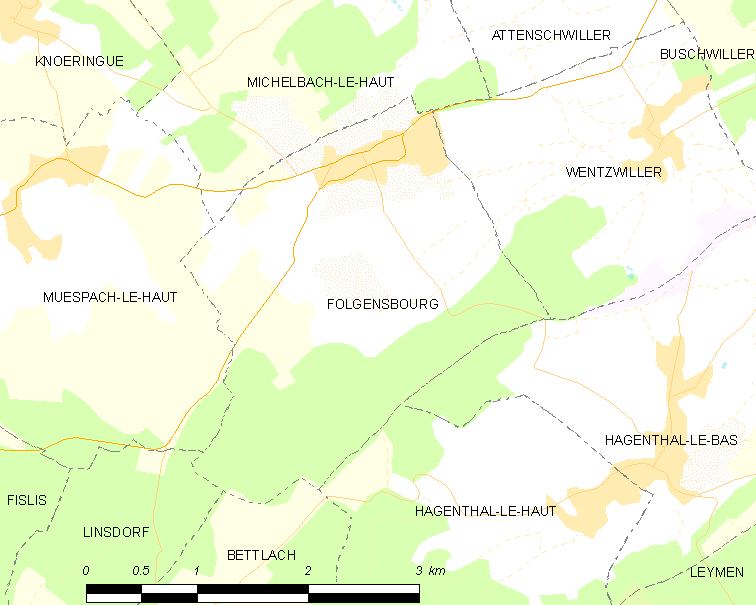
福尔根斯堡的OSM定位图

## 行政
福尔根斯堡的邮政编码为68220，INSEE市镇编码为68094。

## 政治
福尔根斯堡所属的省级选区为圣路易县。

## 人口

1962-2008年间福尔根斯堡人口变化图示

福尔根斯堡于2022年1月1日时的人口数量为902人。